# Stizocera poeyi
Stizocera poeyi là một loài bọ cánh cứng trong họ Cerambycidae.